# Jan Coenraad Koopman

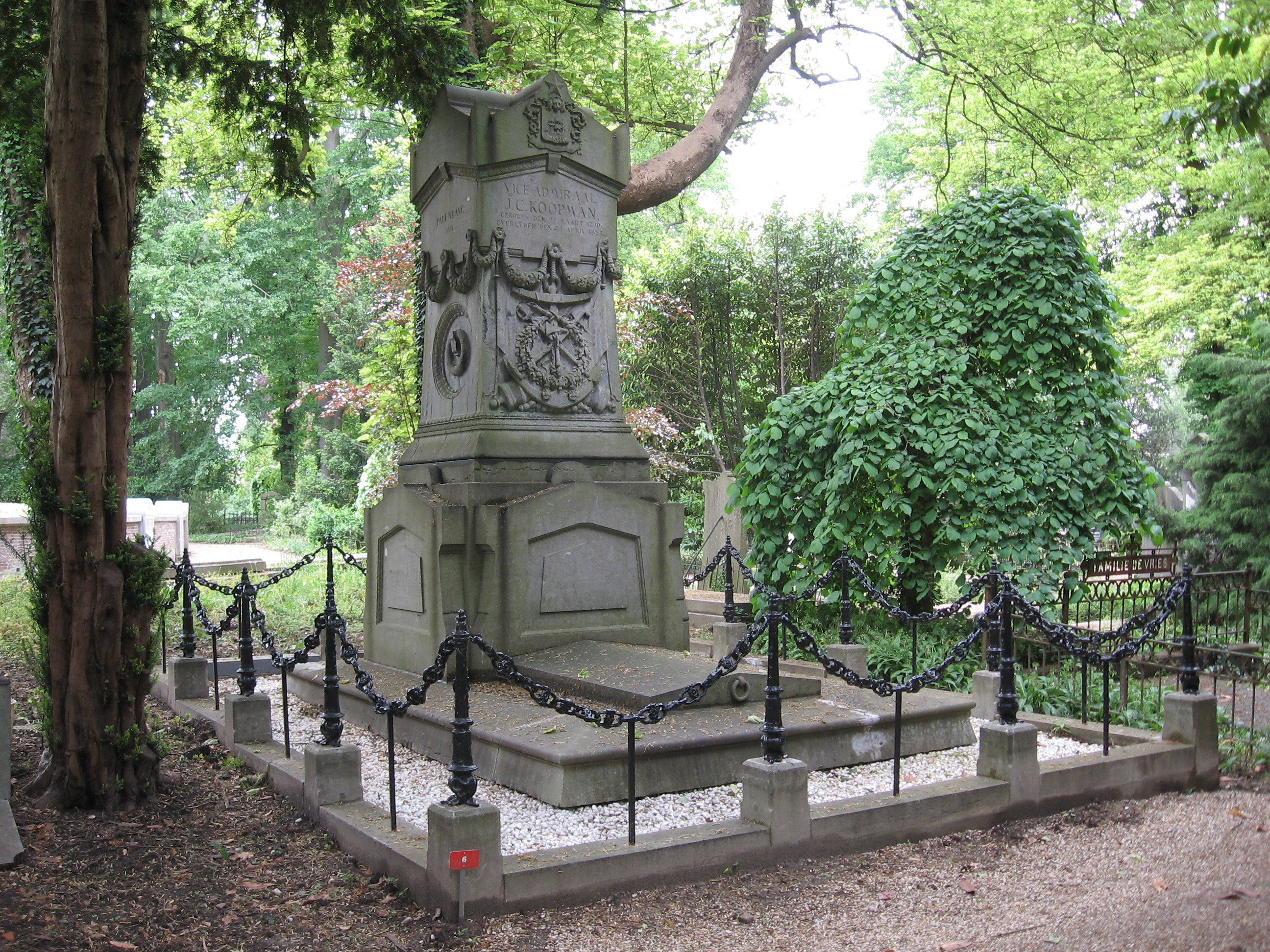
Graf van Koopman bestaande uit onder meer een 4 meter hoge erezuil.

Jan Coenraad Koopman (Amsterdam, 21 maart 1790 - Utrecht, 21 april 1855) was een Nederlands marineofficier. Hij was in 1832 kapitein-ter-zee en bevelhebber van een flottielje van 12 kanonneerboten op de Schelde tussen fort Austruweel en fort Burght.

## Loopbaan
In 1808 trad Koopman als jong officier in dienst van koning Lodewijk Napoleon. Van 1810 tot 1813 was hij in Franse dienst. 
Koopman was lid van de Raad van Defensie van de Citadel van Antwerpen, die luitenant-generaal D.H. Baron Chassé en generaal-majoor der infanterie C.A. de Favauge bijstond toen de citadel werd belegerd door muitende Belgen en de hen te hulp geschoten Franse troepen onder maarschalk Gérard.
Koopman was de superieur van luitenant Jan Carel van Speijk die scheepsladingen moest controleren. Alle schippers die de stad vanuit het noorden wilden aandoen, dienden aan boord van een Nederlandse kanonneerboot hun papieren te laten zien. Ladingen die voor oorlogsdoeleinden konden worden gebruikt, werden zonder pardon in beslag genomen. Wie zich niet aan controle onderwierp werd beschoten.  
Na zware gevechten gaf Chassé de Citadel over aan de Fransen maar de flottielje en de kleine forten waren daarbij niet inbegrepen.
Op 29 december 1832 kwam de weigering van koning Willem I om de kleine forten te ontruimen in Antwerpen aan. Niettemin bood Gérard vrije aftocht van de troepen naar Nederland aan, op voorwaarde dat de bezetting op haar woord van eer beloofde bij het voortduren van de vijandelijkheden tegen Frankrijk en België de wapenen niet meer te voeren. Generaal Chassé wees dit aanbod af en trok liever met de bezetting in Franse krijgsgevangenschap dan de Nederlandse krijgseer te bezoedelen. Kapitein-ter-zee Koopman, verkoos zijn schepen te verbranden, liever dan de vlag te laten beledigen. Ook Koopman en de gehele bemanning van de vloot werd door de Fransen in krijgsgevangenschap afgevoerd naar het Franse plaatsje Aire vlak bij St. Omer waar Chassé met zijn mannen gevangen werd gehouden.
Koopman was sinds 8 november 1821 Ridder, sinds 14 november 1831 Officier en sinds 2 februari 1833 Commandeur in de Militaire Willems-Orde. Hij droeg ook de Citadelmedaille en bezat de gouden Medaille van de Amsterdamse Commissie van Erkentenis. In 1848 ging Jan Coenraad Koopman als titulair viceadmiraal met pensioen. Hij was op dat moment onderscheiden als Commandeur in de Militaire Willems-Orde, Ridder in de Orde van de Nederlandse Leeuw, drager van het Metalen Kruis 1830-1831 en de Citadelmedaille. Koopman overleed in 1855 en werd in Utrecht begraven op de Eerste Algemene Begraafplaats Soestbergen. De Nederlandse marine heeft later een schroefstoomschip, Zr.Ms. Vice-Admiraal Koopman, naar hem vernoemd.

## Militaire loopbaan
- Cadet ter zee: 3 april 1808[4]
- Luitenant ter zee: augustus 1808[4]
- Luitenant ter zee 1e klasse: 1 januari 1817[4]
- Kapitein-luitenant ter zee: 8 mei 1822[4]
- Kapitein-ter-zee: april 1831[4]
- Schout-bij-nacht: december 1841 (titulair), (1848 effectief)[4]
- Viceadmiraal: 21 juni 1848[4]